# Jouko Ahola
Jouko Ahola, pseudonim Jokke (ur. 1 grudnia 1970, Hämeenlinna) – fiński trójboista siłowy, strongman, aktor i kulturysta.
Najlepszy fiński strongman w historii. Mistrz Finlandii Strongman w roku 1997. Dwukrotny Mistrz Europy Strongman w 1998 i 1999 r. Dwukrotny Mistrz Świata Strongman w 1997 i 1999 r. Dwukrotny Drużynowy Mistrz Świata Par Strongman w 1997 i 1999 r.

## Życiorys
Jouko Ahola trenował karate i hokej na lodzie. W wieku piętnastu lat rozpoczął treningi siłowe. Zadebiutował jako siłacz w 1992 r., w swym rodzinnym mieście Hämeenlinna. Zakończył już karierę siłacza. Obecnie jest promotorem i sędzią zawodów siłaczy, w tym Mistrzostw Świata Strongman.
Uzyskał wykształcenie w zawodzie stolarza. Mieszka w Hämeenlinna.

## Mistrzostwa Świata Strongman
Wziął udział trzykrotnie w indywidualnych Mistrzostwach Świata Strongman, w latach 1997, 1998 i 1999. Przygotowując się do swego debiutu w tych mistrzostwach, w okresie od wiosny 1996, do jesieni 1997, wziął udział w 36 różnych zawodach siłaczy. Dwukrotnie wygrał mistrzostwa, a raz zajął drugie miejsce, pomimo że był jednym z najmniejszych zawodników. Jego BMI wynosiło tylko 35,8 i było niskim wynikiem według standardów najsilniejszych ludzi świata. Zdobył pierwszy i drugi w historii tytuł Mistrza Świata Strongman dla Finlandii.
Wymiary:
- wzrost: 185 cm
- waga: 120–125 kg
- biceps: 52 cm
- klatka piersiowa: 137 cm

Rekordy życiowe:
- przysiad: 360 kg
- martwy ciąg: 402,5 kg

## Osiągnięcia strongman
- 1995
  - 2. miejsce – Mistrzostwa Europy Strongman 1995
  - 1. miejsce – Europejski Herkules
- 1996
  - 2. miejsce – Mistrzostwa Finlandii Strongman
  - 1. miejsce – Europejski Herkules
  - 4. miejsce – Mistrzostwa Europy Strongman 1996
- 1997
  - 1. miejsce – Mistrzostwa Finlandii Strongman
  - 1. miejsce – Mistrzostwa Świata Strongman 1997, Primm, USA
  - 1. miejsce – Drużynowe Mistrzostwa Świata Par Strongman 1997, Finlandia
- 1998
  - 1. miejsce – Mistrzostwa Europy Strongman 1998
  - 1. miejsce – Mistrzostwa World Muscle Power
  - 2. miejsce – Mistrzostwa Świata Strongman 1998, Tanger, Maroko
  - 2. miejsce – Drużynowe Mistrzostwa Świata Par Strongman 1998, Holandia
- 1999
  - 1. miejsce – Mistrzostwa Europy Strongman 1999
  - 1. miejsce – Mistrzostwa Świata Strongman 1999, Marsaskala, Malta
  - 1. miejsce – Drużynowe Mistrzostwa Świata Par Strongman 1999, Chiny

## Filmografia
- 1998: World’s Strongest Man – serial tv
- 2001: Niezwyciężony, jako polsko-żydowski siłacz Zishe Breitbart
- 2005: Królestwo niebieskie
- 2006: 7 miljonärer
- 2008: Stone’s War
- 2009: Mal día para pescar